# Tetradenia hildeana
Tetradenia hildeana là một loài thực vật có hoa trong họ Hoa môi. Loài này được Phillipson miêu tả khoa học đầu tiên năm 1998.